# Пайн-Біч (Нью-Джерсі)
Пайн-Біч (англ. Pine Beach) — місто (англ. borough) в США, в окрузі Оушен штату Нью-Джерсі. Населення — 2139 осіб (2020).

## Географія
Пайн-Біч розташований за координатами 39°56′10″ пн. ш. 74°10′11″ зх. д. / 39.93611° пн. ш. 74.16972° зх. д. (39.936058, -74.169789).  За даними Бюро перепису населення США в 2010 році місто мало площу 1,60 км², з яких 1,59 км² — суходіл та 0,01 км² — водойми.

## Демографія
Згідно з переписом 2010 року, у селищі мешкало 2127 осіб у 818 домогосподарствах у складі 617 родин. Було 903 помешкання
Расовий склад населення:
| - 96,5 % — білих - 1,4 % — азіатів - 0,4 % — чорних або афроамериканців - 0,1 % — корінних американців |

До двох чи більше рас належало 0,9 %. Частка іспаномовних становила 3,7 % від усіх жителів.
За віковим діапазоном населення розподілялося таким чином: 22,4 % — особи молодші 18 років, 61,0 % — особи у віці 18—64 років, 16,6 % — особи у віці 65 років та старші. Медіана віку мешканця становила 44,9 року. На 100 осіб жіночої статі у селищі припадало 92,8 чоловіків;  на 100 жінок у віці від 18 років та старших — 85,6 чоловіків також старших 18 років.
Середній дохід на одне домашнє господарство  становив 99 273 долари США (медіана — 89 750), а середній дохід на одну сім'ю — 108 586 доларів (медіана — 106 413). Медіана доходів становила 69 783 долари для чоловіків та 50 352 долари для жінок. За межею бідності перебувало 3,7 % осіб, у тому числі 2,9 % дітей у віці до 18 років та 5,4 % осіб у віці 65 років та старших.
Цивільне працевлаштоване населення становило 1110 осіб. Основні галузі зайнятості: освіта, охорона здоров'я та соціальна допомога — 26,9 %, науковці, спеціалісти, менеджери — 11,4 %, роздрібна торгівля — 11,1 %.